# Aeroportul Gurayat Domestic
Aeroportul Gurayat Domestic (IATA: URY, ICAO: OEGT) este un aeroport din Provincia Al Jawf, Arabia Saudită ce deservește zona Qurayyat governorate⁠(d). Aeroportul a fost tranzitat în 2021 de 173.434 de pasageri.
Situat la o altitudine de 510 m, aeroportul dispune de o singură pistă.